# Kalle Järvilehto
Kalle Järvilehto (Helsinki, 21 luglio 1995) è uno snowboarder finlandese, specializzato in slopestyle e big air.

## Biografia
Attivo in gare FIS dall'ottobre 2011, Kalle Järvilehto ha debuttato in Coppa del Mondo il 12 novembre 2016, giungendo 36º nel big air di Modena. Il 2 dicembre dell'anno successivo ha ottenuto il suo primo podio nel massimo circuito, classificandosi 3º nella stessa disciplina a Mönchengladbach, nella gara vinta dal norvegese Marcus Kleveland.
In carriera ha preso parte a quattro gare dei Giochi olimpici invernali e a tre dei Campionati mondiali di snowboard.

## Palmarès

### Coppa del Mondo
- Miglior piazzamento nella Coppa del Mondo di freestyle: 13º nel 2020
- Miglior piazzamento nella Coppa del Mondo di big air: 3º nel 2019
- Miglior piazzamento nella Coppa del Mondo di slopestyle: 25º nel 2020
- 4 podi:
  - 1 secondo posto
  - 3 terzi posti